# 4400 (seriál, 2004)
4400 (v anglickém originále The 4400) je americký sci-fi seriál stanice USA Network. Premiéry epizod byly vysílány od roku 2004 do ukončení seriálu v roce 2007. V roce 2021 vznikl reboot seriálu rovněž s názvem 4400.

## Příběh
4400 pojednává o skupině přesně čtyř tisíc čtyř stovek lidí, kteří se objevili 14. srpna poblíž Mount Rainier ve Washingtonu. Tato skupina nemá na první pohled nic společného. Různý věk, různé národnosti, ale přesto mají něco společného. Byli uneseni září bílého světla v různých letech, počínaje rokem 1946. Po jejich návratu americká vláda zvlášť pro tuto situaci zřídila úřad National Threat Assessment Command, zvaný NTAC. Navrátilci si nepamatují nic ode dne svého únosu, jsou dezorientováni, ale nepřibyl jim žádný věk.
Těchto 4400 lidí bylo uneseno mimozemšťany, jak si mnozí myslí, ale ve skutečnosti to jsou pozemšťané z budoucnosti, kteří chtějí zabránit katastrofě na Zemi. V budoucnosti je vymyšlena jakási látka s názvem promicin. Tato látka dodává lidem ze 4400 paranormální schopnosti jako telekineze, telepatie, vidění budoucnosti, předtuchy atd.
Tyto nadpřirozené schopnosti se nelíbí americké vládě, která se těchto sil ve velké skupině lidí bojí. Prostřednictvím Ntacu se proto snaží naočkovat všechny 4400 inhibitorem, tedy látkou zpomalující reakci promicinu. Na většinu tento inhibitor zabírá. Vedlejším účinkem se pak projeví ztráta imunity, její selhání či oslabení. Na tento stav vědci reagují vakcínou proti inhibitoru, která je vyprodukována z krve Isabelle Tylerové, která inhibitor nedostala. Díky Jordanu Collierovi, který se stal hlavním mluvčím navrátilců a jeho věrných následovníků se tisíce dávek promicinu dostává na veřejnost, k obyčejným lidem, kteří mohou získat schopnosti 4400 a tím otevřít cestu k záchraně světa.

## Řady a díly
Seriál má čtyři série. První je tzv. "minisérie" sestávající z pouhých pěti epizod. Další tři mají každá po třinácti dílech (44 dílů celkem).
| Premiéry | Premiéry          | Premiéry       |
| Série    | Začátek vysílání  | Konec vysílání |
| -------- | ----------------- | -------------- |
| 1        | 11. červenec 2004 | 8. srpen 2004  |
| 2        | 5. červen 2005    | 28. srpen 2005 |
| 3        | 11. červen 2006   | 27. srpen 2006 |
| 4        | 17. červen 2007   | 16. září 2007  |